# Shipper's Pride Plum
Shipper's Pride es una variedad cultivar de ciruelo (Prunus domestica), de las denominadas ciruelas europeas.
Una variedad de ciruela introducida en 1877 por Mr. H. S. Wiley, Cayuga, (Nueva York). Las frutas son de tamaño grande, piel de color negro violáceo, cubierto de una espesa pruina, con abundantes lenticelas muy pequeñas, rojizas, algo visibles, y su pulpa amarillo verdoso, más bien ácida, firme, dulce, de sabor suave; fruto de calidad inferior.

## Sinonimia
- "Shipper's Pride Plum",
- "Pride",
- "Shipper Pride".

## Historia
'Shipper's Pride' es una variedad de ciruela introducida por Mr. H. S. Wiley de Cayuga (Nueva York). El Sr. Wiley encontró la ciruela en un jardín privado en Port Byron, Nueva York, alrededor de 1877. El hombre en cuyo huerto creció pensó que provenía de un hueso de una de las diversas variedades que tenía en su jardín, pero el Sr. Wiley no está seguro de este origen y sugiere que puede haber brotado de una raíz.
La variedad de ciruela 'Ontario' fue descrita por : 1. Gard. Mon. 24:339. 1882. 2. W. N. Y. Hort. Soc. Rpt. 31:60. 1886. 3. Cornell Sta. Bul. 131:191, fig. 42. 1897. 4. Mich. Sta. Bul. 169:243, 247. 1899. 5. Can. Exp. Farm Bul. 2nd Ser. 3:56. 1900. 6. Mich. Sta. Bul. 187:77, 79. 1901. 7. Waugh Plum Cult. 119. 1901.

## Características
'Shipper's Pride' árbol grande, vigoroso, de copa redondeada, resistente, productivo; ramas gruesas, de color gris ceniza, lisas excepto las lenticelas elevadas; es autofértil. Tiene un tiempo de floración que comienza a partir del 20 de abril con el 10% de floración, para el 24 de abril tiene una floración completa (80%), y para el 6 de mayo tiene un 90% de caída de pétalos.
'Shipper's Pride' tiene una talla de tamaño grande de forma redondeada ovalada, con las mitades iguales, ápice puntiagudo;epidermis tiene una piel fina, tierna, que se separa fácilmente, y color negro violáceo, cubierto de una espesa pruina, con abundantes lenticelas muy pequeñas, rojizas, algo visibles; sutura poco profunda, hinchado en el lado de la sutura; pedúnculo de longitud mediano, con escudete muy marcado, con la cavidad del pedúnculo estrecha, poco profunda, rebajada en la sutura y más levemente en el lado opuesto; pulpa de color amarillo verdoso, más bien ácida, firme, dulce, de sabor suave; fruto de calidad inferior.
Hueso semi libre, a libre, grande, irregular, redondeado ovado, turgente, áspero, roma en la base y el ápice; sutura ventral ancha, estriada, distintivamente alada; sutura dorsal ancha, profunda.
Su tiempo de recogida de cosecha en la segunda decena de septiembre.

## Usos
Se usa comúnmente como variedad gastronómica, pero aún así la variedad no es relevante.